# Euoplos inornatus
Euoplos inornatus är en spindelart som först beskrevs av William Joseph Rainbow och Robert Henry Pulleine 1918.  Euoplos inornatus ingår i släktet Euoplos och familjen Idiopidae.
Artens utbredningsområde är Western Australia. Inga underarter finns listade i Catalogue of Life.